# Argenx
argenx SE (vroeger arGEN-X) is de Nederlandse moedervennootschap van het Belgische bedrijf argenx BV, dat actief is in het ontwikkelen van geneesmiddelen in de biotech-sector. argenx SE is genoteerd op Euronext Brussels en op NASDAQ in de Verenigde Staten.

## Activiteiten
Het bedrijf is in 2008 opgericht en is actief op het gebied van klinische studies met een focus op het creëren en ontwikkelen van
gedifferentieerde therapeutische antistoffen voor de behandeling van kanker en ernstige auto-immuunziekten. Het heeft dochtervennootschappen in Nederland, België, Japan, Zwitserland, Duitsland, Frankrijk, Canada en de Verenigde Staten.
Medio 2014 werden de aandelen geïntroduceerd op de effectenbeurs. In juni 2018 kreeg argenx een plaats in de BEL 20. Het bedrijf heeft diverse onderzoekcontracten afgesloten met grote farmaciebedrijven die daarvoor een vergoeding betalen. In 2022 behaalde argenx voor het eerst een aanzienlijke omzet met de verkopen van het eigen geneesmiddel VYVGART, die het wegvallen van diverse onderzoekcontracten grotendeels compenseerden.
In december 2021 werd het middel efgartigimod onder de handelsnaam 'VYVGART' goedgekeurd door de Amerikaanse FDA. argenx kondigde in 2021 aan dat het efgartigimod gaat uittesten op 130 mensen die lijden aan de zeldzame zenuwziekte CIDP (Chronische inflammatoire demyeliniserende polyneuropathie). In 2022 werd het geneesmiddel ook toegelaten in Japan en de Europese Unie.
Tegen het jaareinde 2023 kampte het bedrijf met twee grote tegenvallers. Eind november werd het onderzoek gestaakt naar een medicijn tegen de zeldzame bloedingsziekte ITP. Dit besluit was genomen na een test waarbij een placebo betere resultaten opleverde dan het middel van argenx. Op 20 december maakte argenx bekend te stoppen met het onderzoek naar de behandeling van de zeldzame huidziekte pemphigus met zijn stermedicijn Efgartigimod. Het middel is ook getest en de resultaten gaven geen verschil tussen het geneesmiddel van argenx en een placebo bij patiënten die kampen met phempigus, een ziekte die ernstige blaren veroorzaakt. De koers van het aandeel reageerde zeer negatief op het laatste nieuws en daalde direct zo'n 30% in waarde.
AB InBev ·
Ackermans & van Haaren ·
Aedifica ·
Ageas ·
Argenx ·
Azelis ·
Cofinimmo ·
D'Ieteren ·
Elia ·
Galapagos ·
GBL ·
KBC ·
Lotus Bakeries ·
Melexis ·
Sofina ·
Solvay ·
Syensqo ·
UCB ·
Umicore ·
WDP
AB Inbev ·
ADP ·
Adyen ·
Ahold Delhaize ·
AIB ·
Air Liquide ·
Airbus ·
Aker BP ·
AkzoNobel ·
Alstom ·
ArcelorMittal ·
Argenx ·
ASMI ·
ASML ·
AXA ·
Bank of Ireland ·
BioMérieux ·
BNP Paribas ·
Bouygues ·
Bureau Veritas ·
Campari ·
Capgemini ·
Carrefour ·
Crédit Agricole ·
D'Ieteren ·
Danone ·
Dassault Systèmes ·
DNB ·
DSM-Firmenich ·
Edenred ·
EDP ·
Eiffage ·
Enel ·
ENGIE ·
Eni ·
Equinor ·
EssilorLuxottica ·
Eurofins Scientific ·
Ferrari ·
Galp Energia ·
GBL ·
Generali ·
Heineken ·
ING ·
Intesa Sanpaolo ·
INWIT ·
Ipsen ·
J. Martins ·
KBC ·
Kering ·
Kerry ·
Kingspan ·
KPN ·
Legrand ·
Mediobanca ·
Michelin ·
Moncler ·
Mowi ·
NN Group ·
Norsk Hydro ·
Orange ·
Pernod Ricard ·
Philips ·
Pluxee ·
Poste Italiane ·
Prosus ·
Prysmian ·
Publicis ·
Randstad ·
Recordati ·
Renault ·
Ryanair ·
Safran ·
Saint-Gobain ·
Sanofi ·
Schneider Electric ·
Shell ·
Smurfit Kappa ·
Snam ·
Société Générale ·
Sodexo ·
Solvay ·
Stellantis ·
STMicroelectronics ·
Syensqo ·
Telenor ·
Teleperformance ·
Tenaris ·
Terna ·
Thales ·
TotalEnergies ·
UCB ·
UMG ·
UniCredit ·
Veolia Environnement ·
VINCI ·
Vivendi ·
Wolters Kluwer ·
Worldline ·
Yara